# Ville de Wodonga
La Ville de Wodonga (City of Wodonga) est une zone d'administration locale dans le nord-est du Victoria en Australie.
Elle est traversée par la Hume Freeway.
Le comté comprend les communes de Wodonga, Bandiana, Baranduda, Barnawartha North, Bonegilla, Castle Creek, Ebden, Gateway Island, Huon Creek, Killara, Leneva, Mitta Junction.